# Syndrome de Carey-Fineman-Ziter
 Mise en garde médicale
Le syndrome de Carey-Fineman-Ziter est une maladie rare caractérisée par l'association de plusieurs anomalies : une micrognathie, une séquence de Moébius, une myopathie, une macrocéphalie relative et un retard de développement. 
En 1999, quatre cas sont rapportés dont 2 issus d'une même fratrie ce qui permet aux auteurs de conclure à une transmission autosomique. Ces cas confirment également que scoliose, pied bot varus équin et myopathie primaire non spécifique constituent des manifestations importantes de ce syndrome. Cependant John C Carey ne considère pas ce frère et cette sœur comme présentant un réel syndrome de Carey-Fineman-Ziter pour des raisons de caractéristiques spécifiques des traits de la face.
En 2004, le cas d'un garçon associant une myopathie congénitale sévère, une séquence de Moébius-Poland, une séquence de Pierre Robin et un retard important de développement est décrit par une équipe allemande. Ce patient présentait aussi une laryngosténose, une hypertension artérielle intermittente et une séquence de Poland.
La même année, John C Carey suggère que les équivalents humains des gènes murins Hoxb1 et Cacna1s peuvent être en cause dans le développement de ce syndrome.
Le syndrome de Carey-Fineman-Ziter fait partie du programme sur la génétique humaine de l'OMS.